# Alexis Brocherel
Alexis Brocherel (pron. fr. AFI: [alɛksi bʁɔʃʁɛl]) (Courmayeur, 1874 – 1927) è stato un alpinista italiano che, svolgendo l'attività di guida alpina insieme al fratello Henri Brocherel, è stato più volte impegnato nelle spedizioni di Tom George Longstaff durante le quali sono stati battuti vari record d'altitudine alpinistici.

## Ascensioni nelle Alpi
- 1906 - Prima ascensione del monte Brouillard, lato ovest, con Karl Blodig e Oskar Eckenstein, il 10 luglio
- 1911 - Prima ascensione dell'Aiguille du Grépon per la via Grépon-Mer de Glace, con H. O. Jones, R. Todhunter, Geoffrey Winthrop Young e Josef Knubel, il 19 agosto, affrontando la fessura Knubel, prim passaggio in V+ del massiccio del Monte Bianco
- 1915 - Seconda ascensione alla Punta Pré de Bar (3659 m s.l.m. sul massiccio del Monte Bianco) con Henri Rey ed E. G. Oliver, il 24 agosto

## Spedizioni
- 1905 - Tentativo al Nanda Kot (6861 m s.l.m.) con Henri Brocherel e Tom George Longstaff
- 1905 - Tentativo alla Gurla Mandhata con Henri Brocherel e Tom George Longstaff, durante il quale è stato stabilito un nuovo record di altitudine in alpinismo a oltre 7000 m s.l.m.[1][2]
- 1905 - Tentativo al Trisul (7120 m s.l.m.) con Henri Brocherel e Tom George Longstaff
- 1907 - Ascensione del Trisul con Henri Brocherel e Tom George Longstaff, il 12 giugno[3]. Il Trisul era allora la più alta cima mai scalata[2]
- 1907 - Spedizione al Kāmet con C. G. Bruce, A. L. Mumm, Henri Brocherel e Tom George Longstaff
- 1909 - Spedizione al K2 con Luigi Amedeo di Savoia-Aosta, ma poi trasformata in una spedizione al Chogolisa
- 1909 - La spedizione portata avanti dal Duca degli Abruzzi tenta l'altitudine dei 7 498 m s.l.m. Interrotta dal cattivo tempo, a circa 150 metri dalla cima, stabilisce un nuovo record d'altitudine
- 1910 - Tentativo al Kāmet con Charles Meade e Pierre Blanc